# Termon Onești
Termon CT S.A. Onești este o firmă ce are în administrație sistemul centralizat de producere și distribuție a energiei termice din municipiul Onești, fiind aflată în proprietatea consiliului local al orașului.
Compania a fost înființată în 2002 ca societate cu răspundere limitată în contextul transferului Termocentralei II Borzești (CET II) din patrimoniul Termoelectrica în domeniul public al Oneștiului în urma Hotărârii de Guvern nr. 104 din același an, moment în care consiliul local a hotărât construirea de centrale termice de cvartal, care aveau să ajungă în anul 2006 la un număr de 21, cu un cost de 30 de milioane de dolari. Construcția acestora era motivată de eficiența și dimensionarea potrivită la cerințele de la acel moment spre deosebire de CET II, care în urma funcționării în paralel cu noul sistem până la definitivarea lui a provocat pierderi de 3,8 milioane de euro în anul 2005. Situația a fost agravată și de o serie de litigii între Termoelectrica și primărie cu privire la dreptul de proprietate asupra termocentralei care au ajuns până la Înalta Curte de Casație și Justiție, cu câștigul celei din urmă, cât și de problemele privind subvenționarea de către stat a plății gazelor naturale sau a gicacaloriei pentru abonați.
Pe de altă parte, sistemul de termoficare s-a dovedit falimentar încă de la începutul existenței sale, când abonații au preferat să se debranșeze în favoarea centralelor de apartament iar asociațiile de locatari nu au încurajat demersul revenirii la încălzirea centralizată. În scopul amânării unor eventuale executări silite a firmei, consiliul local a recurs la transferuri succesive de bunuri din patrimoniul public în cel privat al Termon și invers. O altă măsură a constat în înființarea unei alte firme, Termon CT S.A. în 2006, unde acționar a fost tot consiliul local, iar firma cu răspundere limitată, reprofilată pe servicii de mentenanță, declarată în anul 2007 în insolvență.
Cumulul de factori au creat o situație fără precedent prin totalizarea de către vechea firmă a unor datorii istorice imposibil de achitat, care depășeau bugetul local pe un an, punerea în situația executării silite și blocarea conturilor bancare a administrației locale în anul 2008 de către Agenția Națională de Administrare Fiscală la cererea creditorilor, printre care companii de stat ca Termoelectrica, bănci și alte companii private, lucru care ar fi dus orașul în colaps dacă nu se revenea asupra deciziei în următoarele luni.
La nivelul anilor 2010 centralele au fost dezafectate, cu excepția uneia singure care deservește spitalul municipal.

## Context
Prin Hotărârea de Guvern nr. 104 din februarie 2002, din cauza pierderilor înregistrate, o serie de grupuri energetice ale Termoelectrica au fost transferate în patrimoniul domeniilor publice ale unităților administrativ-teritoriale și în administrarea consiliilor locale ale localităților unde erau arondate, așa cum s-a întâmplat și la Onești, începând cu vara aceluiași an prin preluarea de la Sucursala Electrocentrale Borzești a etapei de cogenerare, constituită din trei grupuri energetice a câte 50 MW fiecare din Termocentrala II Borzești.
În anul 2002 a fost înființată societatea Termon S.R.L., cu asociat unic Consiliul Local Onești, iar cei 21 de consilieri locali cu funcție de reprezentanți ai asociatului unic, fiind un statut similar cu cel al acționarilor la o societate comercială. Firma a preluat de la Onedil S.A. transportul și distribuția agentului termic. La acea vreme, rețeaua provoca pierderi pe circuit de aproape 50 %, având o vechime mai mare de 40 ani. Agentul termic produs de S.E. Borzești era destinat să asigure cu abur tehnologic Platforma Petrochimică Borzești, funcționând doar în proporție de 15% pentru orașul propriu-zis.
Consiliul Local Onești a avut de ales între închiderea etapei de cogenerare din S.E. Borzești și lipsirea locuitorilor de energie termică pe iarna 2002-2003 și preluarea efectivă.
Directorul Termon a sesizat starea precară a rețelelor de distribuție, precum și capacitatea de producție supradimensionată a centralei trecute la Consiliul Local, în raport cu nevoile energetice ale orașului. Drept urmare, s-a propus soluția realizării unui grup energetic în cogenerare, dimensionat în raport cu noile condiții, precum și reabilitarea sistemului de transport și distribuție estimat inițial la 60 milioane dolari, fără costul lucrărilor de construcții și montaj. Însă s-a ajuns la propunerea grupării și transformării punctelor termice în centrale de cartier, la costul de 15 milioane dolari.
În perioada următoare circa 70 % dintre locuitori s-au debranșat de la sistemul centralizat de încălzire în favoarea centralelor proprii de apartament și exista riscul ca proiectul construcției centralelor să nu mai fie util și fezabil. În cele din urmă Consiliul Local a adresat la sfârșitul anului 2003 o cerere de sprijin către guvern în vederea construirii a 25 centrale de cartier cu suma de 10 milioane euro.
În urma licitației deschise pentru atribuirea contractelor de montare de centrale termice de cartier și de realizare a rețelelor de termoficare aferente pentru S.C. Termon S.R.L., au aplicat și au fost desemnate câștigătoare șase firme: Dominconst S.R.L. și Comore S.A. din Onești, Energoconstrucția și Energomontaj S.A. din București, Hidroterm S.A. din Roman și societatea Amicii S.A. din Bacău, prețul stabilit pentru lucrări fiind de 129,7 miliarde lei vechi.
După preluarea etapei de cogenerare de la Sucursala Electrocentrale Borzești și construirea noilor centrale de cartier a fost înființată firma Termon CT S.A. ce a preluat la rândul ei patrimoniul vechiului Termon S.R.L., iar acesta din urmă s-a reprofilat pe servicii de mentenanță și reparații.

## Date tehnice

### Geografie

#### Amplasare
Municipiul Onești este situat în partea de sud–vest a județului Bacău, la coordonatele 26°45' longitudine estică și 46°15' latitudine nordică, la confluența a patru râuri în partea sudică a depresiunii Tazlău–Cașin.

#### Climă
Din punct de vedere climatic, orașul aparține zonei (microclimei) reci, înregistrând valori ale temperaturii minime în anotimpul de iarnă de până la -25°C.

#### Populație
Populația stabilă este de 51.416 locuitori determinată în urma recensamântului din anul 2002.

#### Construcție
Municipiul este construit compact, având în componență blocuri de locuințe cu o vechime de 10–50 de ani (la nivelul anilor 2000), în regim de înălțime de la P+1 până la P+9 etaje. Numărul total de blocuri este de 420, iar numărul total de apartamente este de 17 350. Necesarul total de energie termică al municipiului Onești, inclusiv agenții economici și instituțiile publice, este estimat la 230 000 G.cal/an.
Datorită activităților economice ce au loc, este clasat ca oraș industrial.

### Unitățile de producție
Sistemul actual s-a dezvoltat începând din anul 2002, pe durata a cinci ani, prin înlocuirea punctelor termice de alimentare din CET 1 Borzești, cu centrale termice de cvartal funcționând pe gaz metan, concomitent cu înlocuirea rețelelor secundare de încălzire și apă caldă de consum.
La data de 1 noiembrie 2006 au fost puse în funcțiune ultimele șapte centrale termice de cvartal împreună cu rețelele secundare aferente, finalizându-se astfel acțiunea începută în anul 2002 în conformitate cu strategia locală și studiile de fezabilitate aprobate de autoritatea locală.
Energia termică pentru încălzire și apa caldă de consum este produsă în 22 centrale termice de cartier având în componență următoarele echipamente energetice:
- cazane de apă caldă, cu puteri cuprinse între 180–3400 kW, temperatura de lucru 90/70° C și randamente minime de 92%;[7]
- arzătoare funcționând pe gaz natural, în două trepte și flacără modulantă,[7] tip Rielo;[8]
- module compacte de preparare cu schimbătoare de căldură cu plăci, electropompe circuit primar/secundar, vase de acumulare, robineți de reglare cu trei căi pe circuitul primar și regulatoare electronice cu posibilitatea setării funcționării orare;[7]
- sisteme de expansiune cu vase de expansiune închise și membrană;[7]
- stații de dedurizare cu filtre cationice și regenerare automată;[7]
- contoare de energie termică.[7]

Lista centralelor de cvartal cu specificațiile aferente:
| Centrala | Adresa              | Cazan apă caldă | Cazan apă caldă       | Cazan apă caldă | Anul Pif |
| Centrala | Adresa              | Tip cazan       | Putere instalată (kW) | Grup            | Anul Pif |
| -------- | ------------------- | --------------- | --------------------- | --------------- | -------- |
| CT 1     | Aleea Parcului      | Carbofuel       | 2x2325                | –               | 2002     |
| CT 2     | Aleea Parcului      | Carbofuel       | 2x1395                | –               | 2003     |
| CT 3     | Radu Rosetti        | Carbofuel       | 2x2325                | –               | 2003     |
| CT 4     | Perchiului          | Ferroli         | 2x2000                | –               | 2003     |
| CT 5     | Cireșoaia           | Ferroli         | 2x800                 | 125             | 2003     |
| CT 6     | Tineretului         | Ferroli         | 3x1000                | 125             | 2004     |
| CT 7     | Zorelelor           | Ferroli         | 3x1600                | –               | 2004     |
| CT 8     | Liliacului          | Ferroli         | 3x1600                | 152             | 2004     |
| CT 9     | Libertății          | Ferroli         | 3x3400                | –               | 2004     |
| CT 10    | Saturn              | Ferroli         | 3x2000                | –               | 2004     |
| CT 11    | Jupiter             | Ferroli         | 3x3400                | –               | 2004     |
| CT 12    | Sintezei            | Ferroli         | 3x2000                | 152             | 2004     |
| CT 13    | Mercur              | Ferroli         | 3x2800                | 2x125           | 2004     |
| CT 14    | George Bacovia      | Ferroli         | 3x2800                | 152             | 2005     |
| CT 15    | Păcii               | Ferroli         | 2x1600                | 152             | 2006     |
| CT 16    | Teilor              | Ferroli         | 2x3400                | 300             | 2006     |
| CT 17    | Victor Babeș        | Ferroli         | 2x2000                | 107             | 2006     |
| CT 18    | Alexandru Ioan Cuza | Ferroli         | 2x800                 | –               | 2006     |
| CT 19    | Pajura              | Ferroli         | 2x2000                | 190             | 2006     |
| CT 20    | Chimistului         | Ferroli         | 2x2000                | 152             | 2006     |
| CT 21    | Pinului             | Ferroli         | 2x2000                | 190             | 2006     |

Lista centralelor de bloc cu specificațiile aferente:
| Centrala | Adresa        | Cazan apă caldă | Cazan apă caldă       | Cazan apă caldă | Anul Pif |
| Centrala | Adresa        | Tip cazan       | Putere instalată (kW) | Grup            | Anul Pif |
| -------- | ------------- | --------------- | --------------------- | --------------- | -------- |
| CT 22    | Republicii 43 | Ferroli         | 2x500                 | –               | 2006     |
| ANL 1    | Viitorului 1  | Ferroli         | 93                    | 125             | 2003     |
| ANL 2    | Viitorului 2  | Ferroli         | 93                    | 125             | 2003     |
| ANL 3    | Viitorului 3  | Ferroli         | 93                    | 125             | 2003     |
| ANL 4    | Viitorului 4  | Ferroli         | 93                    | 125             | 2003     |
| ANL 5    | Viitorului 5  | Ferroli         | 93                    | 125             | 2003     |
| ANL 6    | Viitorului 6  | Ferroli         | 93                    | 125             | 2003     |
| ANL 7    | Viitorului 7  | Ferroli         | 93                    | 125             | 2004     |
| ANL 8    | Viitorului 8  | Ferroli         | 93                    | 125             | 2004     |

### Rețelele de distribuție

#### Rețelele exterioare
Rețele de distribuție a agentului termic secundar, inclusiv coturi, ramificații, puncte fixe, reducții, au fost executate în întregime din conducte de oțel preizolate cu spumă poliuretanică rigidă având conductivitatea termică de 0,0248 W/mk, montate subteran (îngropat). Protecția la exterior a termoizolației a fost realizată din țeavă de polietilenă de înaltă densitate (PEHD) având conductivitatea termică de 0,0212 W/mk. Durata lor de viață este de minim 30 de ani la o temperatură de până la 149° C și 25 bari presiune de regim. Lungimea conductelor pentru încălzire este de circa 58.500 m, diametrele fiind cuprinse între 48–219 mm. Pentru menținerea temperaturii de regim a apei calde de consum au fost executate în același mod conducte de recirculație din oțel preizolate cu spumă poliuretanică. Lungimea conductelor este de circa 64.000 m cu diametre cuprinse între 25–168 mm.
Pierderea de căldură în conductele de distribuție preizolate, conform specificațiilor producătorului Petrotub Izoterom Roman (Hidroterm), în condițiile concrete din municipiul Onești, este de 7%. Supravegherea întregii rețele se realizează prin intermediul conductorilor de nicrom (NiCr) montați în izolația conductelor.

#### Rețelele interioare
Sistemul de conducte de încălzire tur-retur și apă caldă tur-recirculare s-a montat pe casa scărilor, iar ramificațiile spre apartamente pe plafoane. Fiecare ramificație are un grup de contorizare (contor ultrasonic de debit, apometru de apă cadă și opțional apometru de apă rece) atașat pe pereții casei scării, lângă ușa de intrare în apartamente. Reglarea temperaturii se realizează prin robinetele cu cap termostat pe fiecare corp de încălzire. Măsurarea energiei termice în MWh se realiza prin intermediul calculatorului tip ACTARIS prin măsurarea în timp real a diferenței de debit și temperaturi tur-retur cu termorezistențe montate pe racordurile termice și se transmiteau datele prin teletransmisie către procesorul industrial de la fiecare centrală termică și mai departe la dispeceratul energetic în scopul interpretării și facturării.
Pentru rețelele interioare s-a dispus introducerea unor materiale ușoare, rezistente în timp (în materie de coroziune și depuneri interiare), ieftine și ușor de asamblat. Printre altele, au fost alese conductele din polipropilenă reticulată (PPR), cu sau fără inserție din aluminiu, împreună cu setul de fitinguri, cu dimensiuni între 20–63 mm. Pe conductele de recirculare s-au montat regulatoare de debit și clapete de sens, astfel reducând diferența de temperatură suportată de consumatorii ultimelor etaje și reducând timpul de așteptare pentru consumul de apă caldă la 10–15 secunde, față de 5–10 minute.
După problele de presiune și etanșeitate conductele au fost izolate cu un strat de izolație Vidoflex (elastomer) de 2 cm iar grupul de conducte cu un strat de vată bazaltică de 5 cm. Pentru protecția mecanică s-au atașat sisteme din plăci metalice și rigips.
Prețul era stabilit prin Ordinul nr. 66/2007 publicat în Monitorul Oficial, Partea I., nr. 225 din 2 aprilie 2007 și de firma locală luând în considerare activitatea de producere, distribuire și furnizare. La nivelul anului 2013 prețul pentru persoanele fizice era de 140,26 lei/Gcal cu TVA inclus iar pentru persoanele juridice 190,58 lei/Gcal cu TVA inclus.

## Situația în timpul funcționării
În anul 2002, când prin hotărârea de guvern s-a făcut transferul Termocentralei II Borzești de la Termoelectrica (prin Sucursala Electrocentrale Borzești) la Primăria Onești, compania de stat angajase mai multe credite pentru achiziționarea de combustibil, însă solicitând să fie plătite de consiliul local, suma fiind de 6,2 miliarde de lei vechi. Juriștii primăriei au dovedit în instanță că Termoelectrica nu a putut dovedi că odată cu transferul s-a livrat și combustibilul. Procesul a fost câștigat de autoritatea locală la Tribunalul Bacău, pierdut la Curtea de Apel Bacău și ulterior, câștigat definitiv în ianuarie 2006 la Înalta Curte de Casație și Justiție. Termoelectrica a introdus o contestație în anulare, respinsă de ÎCCJ în ianuarie 2006. După 2002 au mai existat procese, estimate la câteva sute, în care au fost implicate Termon SRL, Onedil, asociațiile de locatari și agenți economici, obiectul dosarelor fiind sume în litigiu, aferente activităților de termoficare din oraș.
În anul 2003 a fost stabilită strategia de termoficare de către legislativul local, estimată la circa 30 milioane de dolari (în 2006).
Pierderile înregistrate de Termon în 2005 s-au cifrat la 3,8 milioane de euro. În decembrie 1005 societatea a intrat în insolvabilitate, nemaiputând onora la termen plata ratelor la credite, drept pentru care Ministerul Finanțelor Publice, în calitate de garant, a achitat ratele respective.
La nivelul lui ianuarie 2006 pierderile au depășit 3,4 milioane RON, hotărându-se de la 1 aprilie în același an oprirea totală a CET II, iar 30 % dintre locuitori să rămână fără apă caldă până la iarnă.

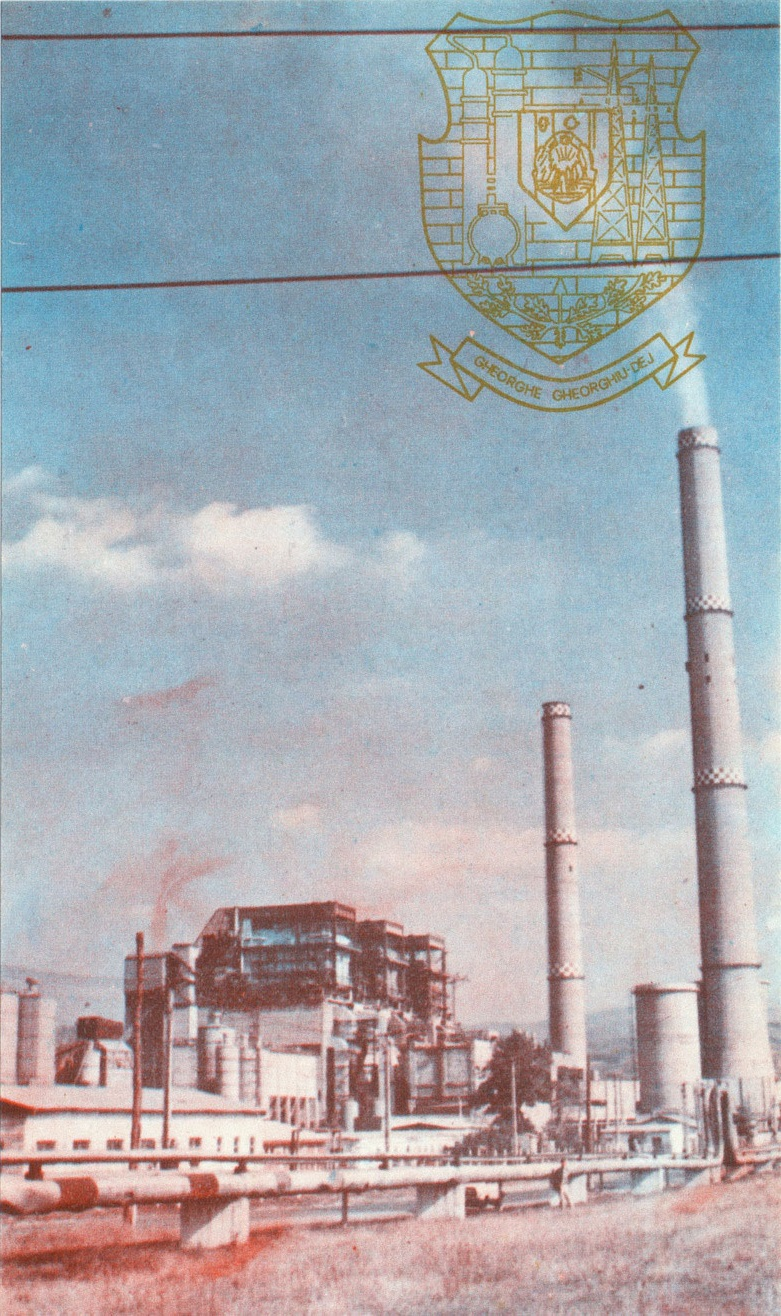
Termocentrala II Borzești, fostă proprietate a Termoelectrica, transferată în 2002 în proprietatea și administrarea primăriei Onești, în firma Termon.

În cursul lunii februarie 2006, Termon a înaintat Consiliului Local un proiect, atunci nefinalizat, privind strategia de termoficare a orașului. Administratorul unic al firmei, Marcel Iordache, a declarat că Termocentrala II Borzești (CET II) va fi închisă. Acesta a întrebat toți agenții economici de pe Platforma Petrochimică Borzești dacă doresc să-și asigure utilitățile de la centrala veche și nicio entitate nu s-a arătat interesată. La acel moment existau în Onești 14 centrale de cartier funcționale care asigurau energie termică pentru 70% din consumatori, iar pentru restul de 30% energia se asigura din centrala veche. Însă dacă centrala avea să fie închisă existau două planuri: construirea unei centrale mai mici în sistem de cogenerare și pentru producerea de energie electrică sau construirea a 4 centrale de cartier care să producă doar energie termică. Pentru ultima soluție s-a pronunțat favorabil primarul orașului, Emil Lemnaru, iar decizia avea să fie luată de Consiliul Local.
Pensionarii, șomerii, persoanele fără venituri sau cu venituri mici și unii salariați reprezentau grupe de risc în ceea ce privește plata integrală pe durata anotimpului de iarnă a facturilor pentru energia termică. Cu toate acestea, potrivit administratorului unic al firmei, datoriile acumulate de Termon până în februarie 2006 nu erau considerate foarte mari, plățile fiind efectuate în proporție de 90%, iar somațiile pentru neplată, realizate cu titlu executoriu prin intermediul instanței de judecată, fiind în număr de 400. Mai mulți locuitori au solicitat amânarea plăților pentru celelalte anotimpuri.
În februarie 2006 Termon a solicitat Autorității Naționale de Reglementare în domeniul Energiei (ANRE) aprobarea unui nou tarif de 3,46 milioane de lei vechi per gigacalorie, fără TVA, tarif valabil doar pentru energia termică produsă în cogenerare la CET II. Tariful era de 3 ori mai mare decât cel obișnuit, de 1,075 milioane lei per gigacalorie, motivat de pierderile înregistrate în 2005 de Termon. Primarul a afirmat că pierderea nu provine de la centralele de cartier, ci de la CET II care a produs în acel an 70.000 de gigacalorii iar la populație a ajuns 32.000 de gigacalorii, restul fiind pierderi pe traseu. Pe de altă parte, energia electrică produsă de CET II nu era suficientă pentru acoperirea cheltuielilor, întrucât pe lângă tariful aprobat de ANRE de 70 de dolari americani per megawatt/oră și un tarif al pieței libere de 28–45 dolari americani/MWh, consumatorii și-au creat surse proprii de energie electrică și nu mai cumpărau de la termocentrală.
În 6 martie 2006 Consiliul Local a aprobat contractarea unui nou împrumut pentru Termon în valoare de 15 milioane de lei noi (80% garantat de stat și 20% de Termon) în vederea achizițiilor de gaze naturale pentru viitoarea iarnă. Aprobarea creditului a fost realizată la nivel guvernamental prin Hotărârea de Guvern 1320 din 2005, care prevedea împrumuturi totale de 283 milioane de lei noi pentru 24 de producători de energie termică, printre care CET Brașov (20 milioane RON), Electrocentrale Oradea (18 milioane RON), Colterm Timișoara (18 milioane RON) și CET Bacău (9 milioane RON).
Însă, consilierii au adus în discuție în ședință și pierderile considerabile din sistemul de termoficare care a dus la epuizarea bugetului local. Pe lângă ultimul împrumut s-au adăugat și alte împrumuturi contractate anterior și nerambursate la acel moment, precum și pierderile din 2005 de aproape 4 milioane de euro și cele din lunile ianuarie și februarie 2006 cifrate la 1 milion de euro. Pierderile din perioada 2005–2006 și creditul au însumat aproximativ 350 miliarde de lei vechi, în timp ce bugetul total al orașului în 2005 s-a ridicat la 470 de miliarde de lei vechi, din care o parte importantă a provenit de la bugetul de stat, destinată exclusiv salariilor, inclusiv pentru profesori. Firma a ipotecat pentru împrumut bunuri în valoare de 1 milion de euro.
Pentru noul credit nu exista posibilitatea practică a restituirii lui, potrivit administratorului unic și s-au dat asigurări consilierilor nu vor fi solvabili în caz de faliment. Cu toate acestea, împrumutul nu a putut fi utilizat la achiziționarea altui combustibil, întrucât deja se consumase gaz în valoare de 30 miliarde de lei noi în iarna 2005-2006.
În urma unui raport întocmit de specialiști din cadrul firmei locale și făcut public în aprilie 2006, Termon avea de restituit credite de aproximativ 20 milioane de dolari americani.
Tot în raport s-au prezentat și cauzele eșecului: strategia greșită de municipalitate de construire a 14 centrale de cartier și funcționarea lor paralelă cu CET II Borzești, însemnând o eroare cu consecințe grave în plan financiar și punând într-un viitor incert și societatea însăși; pe fondul debranșărilor masive ale populației și pierderea consumatorilor industriali s-au înregistrat consumuri imense în două sisteme diferite, iar mai mult din jumătate din căldura produsă de CET II a fost aruncată în atmosferă, întrucât cazanele nu puteau funcționa sub anumiți parametri de siguranță. S-a mai subliniat că veniturile din vânzarea energiei electrice nu mai acopereau nici măcar cheltuielile cu combustibilul.
În primăvara anului 2006 s-a anunțat prețul de 207 RON per gigacalorie, în condiții de profitabilitate minimă pentru Termon. Unele calcule arătau că se putea ajunge la costuri de 400–500 RON pe lună/apartament cu două camere, fapt pentru care mai mulți locuitori au avut în vedere debranșarea sau mutarea din oraș.
În aprilie 2006, din cele aproximativ 17.500 de apartamente din oraș, mai rămăseseră în sistemul centralizat aproximativ 8.800, cu probabilitatea scăderii lor în continuare. În același timp, CET II a fost închis iar peste 3.300 de apartamente au rămas fără apă caldă până la iarnă, iar restul de aproximativ 5.300 erau deja racordate la centralele de cartier și cu apă caldă în permanență.
Dintre motivele invocate cu privire la situație erau: în opinia Termon, debranșările care reprezentau principala cauză a nerentabilității societății și intrarea în colaps a sistemului de termoficare, unele consumuri având repartizări diferite pe blocuri cu repartitoare de costuri împreună cu dezinformarea proprietarilor de către reprezentanții asociațiilor. Alte opinii din exterior indicau că debranșările și montarea centralelor termice de apartament reprezentau un efect al strategiei eronate de termoficare precum lipsa apei calde în timpul verii, un consilier local și mai mulți locuitori au indicat că prima acțiune a primăriei la preluarea CET II a fost sistarea căldurii și apei calde către locuitori și agenții economici.
În iunie 2006 într-o ședință a consiliului local s-a aprobat planul privind trecerea la distribuția pe orizontală și contorizarea individuală și s-a realizat studiul de fezabilitate de către Termoproiect S.R.L. din Iași, având ca model de calcul un bloc cu 3 etaje și 18 apartamente. Documentația avea să ajungă la Agenția Română pentru Conservarea Energiei (ARCE) pentru a suporta 30% din valoarea contoarelor. Un experiment de distribuție pe orizontală a fost realizat înainte în strada Liliacului nr. 7, rezultând prețuri mai mici la încălzire în perioada octombrie 2005–martie 2006. În aceeași ședință s-a aprobat trecerea CET II Borzești și a centralelor din oraș, împreună cu rețelele aferente, în domeniul public.
În iulie 2006 compania Rominserv, antreprenor general al grupului Rompetrol, prin Rominservices Therm (parteneriat public-privat între primăria Mangalia și Rominserv) a câștigat o licitație organizată de Termon pentru realizarea de probe, teste și alte lucrări de îmbunătățire a 8 centrale, cu un contract în valoare de aproximativ 1,65 milioane USD și o durată de 4 luni. Alte companii care au participat la licitație au fost:  Copidem S.A., DMC S.A. și Gironap S.R.L.
În aceeași lună, printr-o hotărâre a Consiliului Local, CET II Borzești a fost trecut din patrimoniul Termon în domeniul public al orașului, stârnind reacția negativă a directorului general al Sucursalei Electrocentrale Borzești, structură din cadrul Termoelectrica, care potrivit acestuia, consilierilor nu li se permitea transferul centralei din cauza unei acțiuni în justiție legată de CET II. Acțiunea consta din momentul preluării centralei de Consiliul Local și transferarea în Termon, când au fost preluate și datorii de 387 miliarde de lei vechi, pentru care Ordonanța 91 din 2002 prevedea ștergerea lor. Însă nu au fost elaborate și norme metodologice iar datoria figura în continuare la Termon. În opinia directorului, cum Termon nu putea plăti datoria, singura soluție era preluarea centralei înapoi la Termoelectrica însă primăria a blocat procedura, în cazul câștigării procesului la Înalta Curte de Casație și Justiție, prin transferarea acesteia în domeniul public. Toate acțiunile în instanță ale Termoelectrica au fost pierdute, iar directorul a acuzat prestația juriștilor și cauza problemei în asigurările Guvernului Adrian Năstase pentru ștergerea datoriilor. Pe de altă parte, datoria a fost pretinsă de ANAF tot de la SE Borzești. În același timp, administratorul unic al Termon a explicat situația ca fiind la origine din despărțirea CET II în mai multe grupuri energetice, din care primăria a preluat doar o parte dintre ele.
În scopul atragerii de fonduri guvernamentale mai mulți consilieri au cerut transformarea firmei Termon din societate cu răspundere limitată în societate pe acțiuni și atragerea de investitori ca acționari și concesionarea ulterioară a sistemului de termoficare. Primarul a propus autoconcesionarea serviciului public de alimentare cu energie termică către Termon S.R.L.
În vara anului 2006 s-a început lucrul la alte 7 centrale de cartier, desfășurat cu intensitate mare în tot orașul și pe toată durata zilei, cu o poluare fonică și vizuală însemnată, având termen de finalizare până la iarnă. Pentru construcție Consiliul Local a contractat un împrumut de 232 miliarde de lei vechi de la Banca Țiriac, garantat cu toate veniturile din bugetul local. Centralele, care înlocuiau 14 puncte termice, au fost amplasate în străzile Păcii, Teilor, Victor Babeș, Alexandru Ioan Cuza, Pajurei, Chimistului și Pinului. Cea mai costisitoare a fost centrala de pe strada Teilor, care a înlocuit 6 puncte termice, cu o putere termică instalată de 3x3.400 KW și cu prețul de 1,8 milioane de euro, în timp ce celelalte aveau capacități cuprinse între 2x3.800 și 3x2.000 KW, la costuri între 0,27 milioane de euro și 1,4 milioane de euro. Singurul cartier rămas fără centrală a fost Mal, unde potrivit primarului, din circa 2.500 de apartamente doar aproximativ 60 au rămas fără încălzire și trebuiau să se descurce pe cont propriu, întrucât o centrală nu ar fi fost fezabilă.

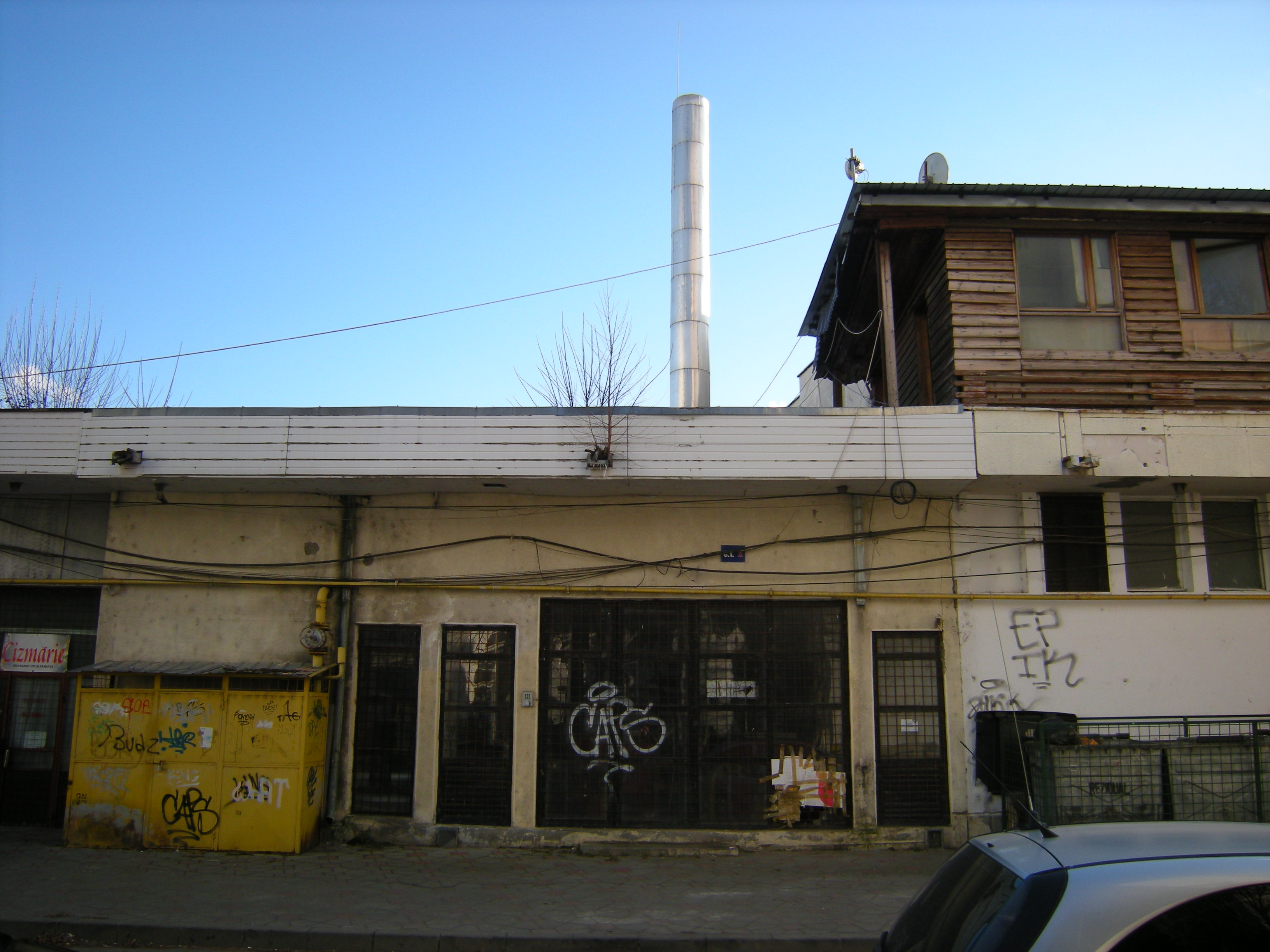
Centrala termică nr. 1 (CT 1) din strada Aleea Parcului pusă în funcțiune în 2002, cu cazan Carbofuel având o putere instalată de 2x2325 kW

Conducerea Termon a precizat că soluția centralelor de cartier este una provizorie, urmând ca în anii următori să se construiască o centrală în cogenerare similară cu CET II Borzești, doar că mai mică, modernă și profitabilă cu distribuție pe orizontală și contorizare individuală.
Până în august 2006, Termon a finanțat montarea sistemelor de reglaj în circa 600 de apartamente, așteptându-se acordarea de către Guvern și a restului de resurse financiare pentru trecerea completă la sistem până la sfârșitul anului 2007.
Prin Ordonanța de Urgență nr. 36 din 2 august 2006 s-a instituit prețurile locale de referință iar bugetul de stat avea să acorde producătorului o compensație la prețul gazului de până la 45% pe o perioadă de 3 ani iar Consiliul Local era obligat să compenseze cu cel puțin 10% din prețul de referință. Pe de altă parte se aveau în vedere și ajutoare pentru căldură între 10 și 100% din valoarea consumului (stabilit normat la 1,49 G.cal./apartament cu două camere și la 1,94 G.cal./apartament cu 3 camere), în funcție de venituri. Pentru cei mai mulți locuitori, ajutorul era de 30%. Pentru depășirea consumului normat nu se mai acorda niciun ajutor. Ca urmare a inexistenței unui sistem de reglaj, a debranșărilor și a pierderilor de căldură, mai ales în subsoluri, era posibil ca la cei rămași în sistemul centralizat să ajungă mai multă căldură decât era nevoie.
Pentru distribuția pe orizontală și contorizare individuală se montau trasee noi de conducte, unde proprietarul plătea 800 RON pentru partea din interior iar contorul și robinetele de reglaj se achitau sub forma unui abonament lunar de 13 RON.
Lipsa unei strategii coerente în privința termoficării și dimensiunea pierderilor a început să fie conștientizată și de populație.
În septembrie 2006 s-a făcut public că încă de la înființare firma a acumulat pierderi de 421 miliarde de lei vechi, sumă echivalentă cu veniturile anuale ale municipiului, și au fost contractate credite bancare în valoare de 18 milioane de dolari și 150 miliarde de lei vechi, ajunse la scadență. Ministerul Finanțelor Publice, prin ANAF, a trecut la executarea silită a bunurilor, fiind vorba de sumele de 12.260.023 RON, din care rate de capital 11.222.717 RON și dobânzi și penalități de întârziere 1.037.306 RON. Pentru evitarea executării silite s-a recurs înainte la transferuri succesive, din patrimoniul public în cel privat al Termon și înapoi în cel public. Altă măsură a constat în înființarea unei alte firme, Termon CT S.A., unde acționar este tot municipiul, reprezentat de consiliul local, iar firma cu răspundere limitată să funcționeze în paralel prin modificarea statutului și sediului, rectificarea bugetului și cheltuieli precum și casarea și valorificarea unor conducte și instalații din fostele puncte termice.
Societatea Termon avea la rândul ei datorii de recuperat de la Onedil S.A., aparținând lui Ovidiu Budeanu, dar care a trecut prin divizări ți transferuri succesive în societățile Apă-Canal, Serval și Onsal iar compania-mamă, Onedil a intrat în faliment iar datoriile nu au mai putut fi recuperate.
În 1 noiembrie 2006 Termon CT S.A. a preluat contractul de delegare a gestiunii încheiat cu municipiul, prin care a primit în administrare centralele termice de cvartal, centralele termice de la blocurile ANL și rețele de distribuție aferente centralelor de cvartal. Societatea Termon S.R.L. s-a reprofilat pe lucrări de reparații tehnico-sanitare, având un efectiv de 85 de salariați.
În ianuarie 2007 Termon Termon S.R.L. a fost exclusă de la plata datoriilor către bugetul statului alături de alte 33 de societăți din țară în domeniu, potrivit prevederilor unei ordonanțe de urgență.
În februarie 2007 Termon a decis să transfere asociațiilor de locatari sarcina de citire a indecșilor de contoare și de repartizare de costuri, conform prevederilor în vigoare. Transferul a fost motivat de declararea unor consumuri false de către consumatori și faptul că Termon nu avea dreptul să citească contoarele din interior, ci doar reprezentantul legal al asociației. Astfel era nevoie de redistribuirea diferențelor către toți consumatorii. Asociațiile de locatari s-au opus transferului, deși legislația în domeniu le obliga.
În mai 2007 costul pentru energia termică s-a plănuit a se majora cu circa 9,6 %, de la 126,82 RON/Gcal, la 140,26 RON/Gcal, cu TVA inclus la solicitarea Termon CT S.A. și a fost motivată de creșterea prețurilor la utilități. Creșterea urma să fie aprobată de ANRE și ANRSC.
În același an Termon S.R.L. a intrat în procedura de lichidare, la cererea făcută de Termoelectrica, pentru o datorie de peste 212 miliarde de lei vechi.
În septembrie 2007 Termon S.R.L. a intrat în insolvență, fapt care interzice executările silite (acțiunile judiciare sau extrajudiciare) pentru recuperarea debitelor, creanțele urmând să fie recuperate doar prin intermediul instanței de judecată.
În februarie 2008, la ordinul Direcției Generale a Finanțelor Publice (DGFP) Bacău, prin Administrația Finanțelor Publice (AFP) Onești, s-a decis executarea silită a primăriei Onești și blocarea conturilor bancare ale instituției și firmelor Termon S.R.L. și Termon CT S.A. pentru datoriile pe care Ministerul Economiei și Finanțelor le avea de recuperat de la Termon S.R.L., pentru care garantase mai multe credite de circa 400 miliarde de lei vechi și care nu au mai fost rambursate. Printre alți creditori ai societății existau bănci, companii comerciale și instituții ale statului precum Termoelectrica, prin Sucursala Electrocentrale Borzești. Cu toate acestea, societatea de termoficare își declarase insolvența iar creditorii trebuiau să deschidă o acțiune în instanță pentru recuperare. Acțiunea de executare silită și blocare a conturilor bancare putea genera paralizarea activității orașului.
În octombrie 2009 judecători din cadrul Curții de Apel Bacău au respins decizia dată de Direcția Generală a Finanțelor Publice (DGFP) Bacău privind executarea silită a municipalității, înlăturându-se răspunderea primăriei față de datoria Termon S.R.L., și au respins contestația DGFP Bacău prin care organul fiscal a susținut că hotărârea consiliului local care prevede transferul centralelor termice în domeniul public este ilegală.
La nivelul anului 2012 Termon CT S.A. avea 50.000 de acțiuni cu o valoare nominală de 2 lei, toate deținute de către primărie. În același an a furnizat energie termică la aproximativ 2.628 apartamente cu circa 5.000 de persoane, 64 agenți economici și 4 unități bugetare.

## Situație actuală

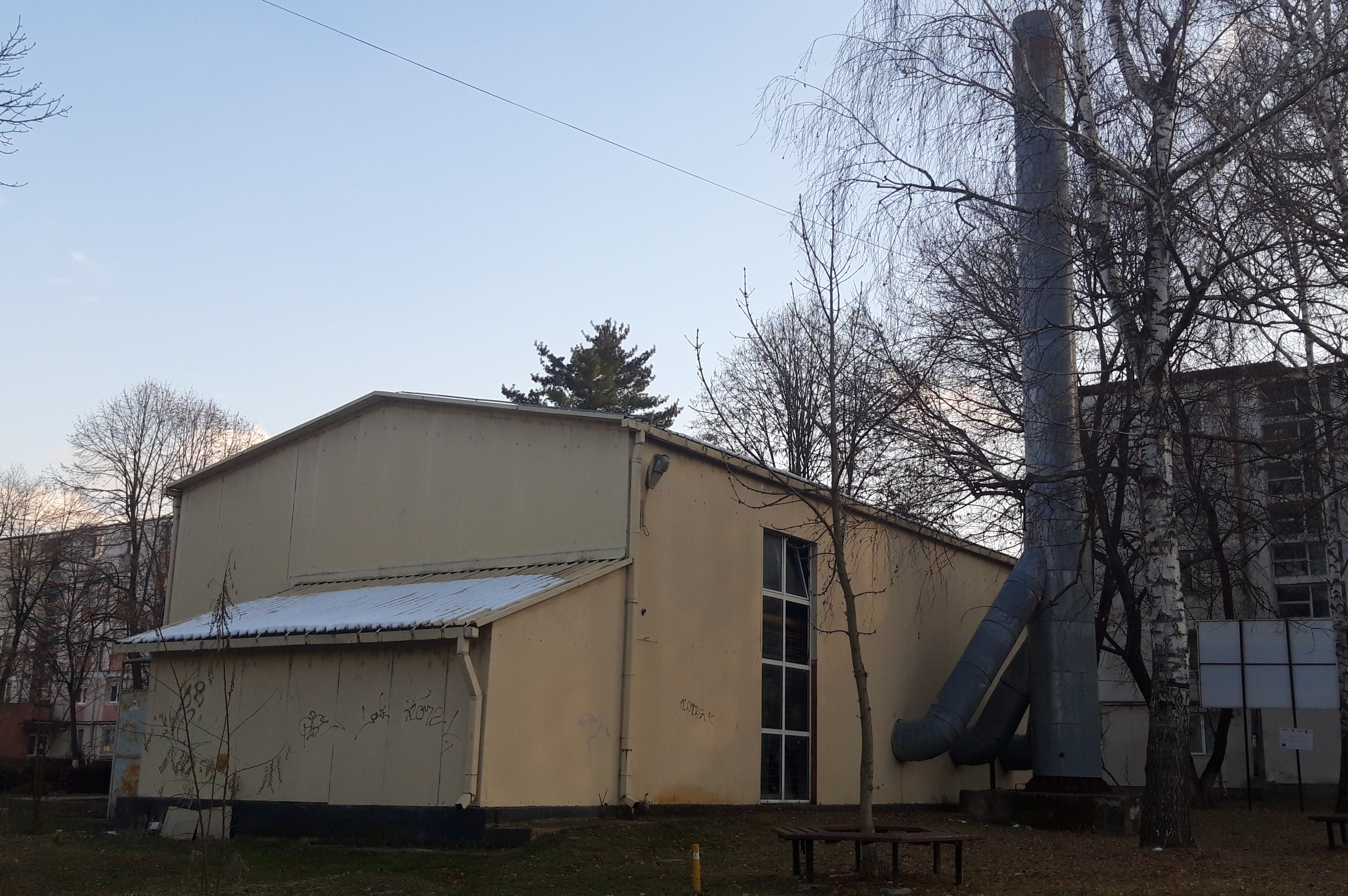
Centrala termică (C.T.) nr. 4 din Onești

Societatea Termon S.R.L. a acumulat datorii de milioane de euro către diverși creditori prin faptul că încă de la începutul existenței sale abonații la sistemul centralizat de încălzire erau foarte puțini iar prețul mare al gigacaloriei îndemna abonații existenți să rezilieze contractele.
Deși după transferarea centralelor de la firma Termon S.R.L. la Termon CT S.A., datoriile au rămas active la vechea firmă. La solicitarea făcută în trecut de Termoelectrica împotriva Termon S.R.L. pentru datoriile de după anul 2002, s-a deschis procedura de insolvență, iar Ministerul Finanțelor Publice, prin intermediul Agenției Naționale de Administrare Fiscală (ANAF) și Direcției Generale a Finanțelor Publice (DGFP) Bacău, au trecut la executarea silită și s-a decis ca noua firmă de termoficare, Termon CT S.A., și Consiliul Local Onești să răspundă pentru datoriile societății cu răspundere limitată. Ulterior, s-a constatat că Termoelectrica nu poate justifica existența datoriilor pretinse de la Termon S.R.L., iar firma a ieșit de sub incidența procedurii de insolvență. Aceasta procedură a fost din nou inițiată în anul 2009, de această dată la cererea D.G.F.P. Bacău, iar instanța a numit ca administrator judiciar Liquidation Cute & Husaru S.P.R.L. Bacău, urmând ca societatea să fie dizolvată și lichidată.
În anul 2010 societatea a reziliat contractul cu distribuitorul de gaz Conef Gaz S.R.L. București și a semnat un contract cu E.ON Gaz România. La noul distribuitor de gaz exista în luna iunie 2011 datorii ce se cifrau la 1,3 milioane lei. La nivelul aceluiași an existau 5100 abonați.
În anul 2011 Termon CT S.A. se afla în procedura de insolvență. Societatea avea o datorie către Consiliul Local Onești de 1 milion de euro, iar la fostul distribuitor de gaz Conef Gaz S.R.L. București exista o sumă apropiată ca valoare. Datoriile față de bugetul de stat se cifrau în anul 2011 la peste 359.000 lei, în timp ce datoriile față de Termon S.R.L. se cifrau la 4,92 milioane lei (aproximativ 1,25 milioane de euro).
La 1 iunie 2017 sediul central al Termon CT a fost preluat de noul operator de apă și canalizare din oraș, RAJA Constanța.
Din cele 21 de centrale una funcționează în prezent, deservind spitalul municipal. Centrala a fost preluată în 2010 de la Termon în administrarea spitalului întrucât alimentarea cu gaz a fost sistată la toate centralele din oraș ca urmare a datoriilor acumulate de către operator, cifrate la circa 4.000.000 lei. Pentru centrală s-a încheiat un contract separat cu E.ON Gaz România și s-au realizat lucrări de modernizare la instalațiile de apă caldă și la cazanul de producere a aburului, s-a reproiectat montajul echipamentelor, reamplasat vasul de expansiune din zona cazanelor ACM și montat elemente de automatizare în scopul pornirii la distanță în funcție de temperatura înregistrată. Centrala a devenit operațională din septembrie 2010 și s-a încheiat un contract cu Termon CT S.A. pentru lucrări de mentenanță.